# Geliebtes Leben (1953)
Geliebtes Leben ist ein deutsches Filmdrama von 1953, bei dem Rolf Thiele Regie führte. Ruth Leuwerik ist in der Rolle der Luise von Bolin zu sehen, die ihren Mann Carl, gespielt von Carl Raddatz, unbeirrt liebt, obwohl er ihr einiges zumutet. Albert Lieven spielt Joachim von Bolin, der Luise ebenfalls liebt, und Karl Ludwig Diehl ist als Oberst von Bolin besetzt. 

## Handlung
Luise von Bolin erhält eine Mitteilung des Roten Kreuzes, dass ihr Mann Carl am 13. Juli 1947 im Lager Friedland eintreffe und informiert ihre kleine Enkelin Karin daraufhin, dass sie kurz verreisen müsse. Kaum hat sie im Zug Platz genommen, gehen ihre Gedanken zurück in die Vergangenheit. 
Luise ist um die Jahrhundertwende in Posen aufgewachsen. Die beiden Söhne des Gutsnachbarn Baron von Bolin waren ihre besten Freunde. Carl, der ältere der beiden Brüder, ungestüm und voller Neugierde auf die Welt, war das ganze Gegenteil seines jüngeren Bruders Joachim, den ein besonders ausgleichendes Wesen auszeichnete. Er wählte den Beruf eines Diplomaten. Carl hingegen schlug zur großen Freude seines Vaters, des Oberst von Bolin, den Offiziersweg ein. Beide jungen Männer warben seinerzeit um Luise, die beide sehr mochte und sich nicht sicher war, wen sie wählen sollte. Der offensive Carl machte das Rennen und beide heirateten. Drei Kinder wurden dem Paar geboren. Als Carl 1905 erneut für drei Jahre in die Kolonien abgeordnet wurde, war er froh, da ihm das gleichförmige Eheleben schon länger nicht mehr behagt hatte. Nach drei Jahren erhielt Luise einen Brief, in dem Carl ihr mitteilte, dass er in Afrika bleiben werde, um sich dort etwas aufzubauen und sie und die Kinder später nachzuholen. Im Gegensatz zu Luise, die Carl zu verstehen versuchte, missbilligte Oberst von Bolin das Verhalten seines Sohnes. Mit seinem jüngeren Sohn Joachim sprach er darüber, was nun weiter geschehen solle. Luise war jedoch mit den Plänen des Obersts, sie auf das Familiengut zu schicken, nicht einverstanden, sie wollte auf eigenen Füßen stehen und ein Studium der Medizin aufnehmen. Gerade als die junge Frau 1911 ihr Physikum bestanden hatte, kam Carl zurück, und wollte seine Familie mit sich nehmen. Natürlich wollte Luise gern mit ihm gehen, bestand aber darauf erst einmal ihr Medizinstudium zu beenden, was noch drei Jahre in Anspruch nehmen würde. Also fuhr Carl zunächst allein zurück. In spätestens drei Jahren wollten sie sich wiedersehen, aber es kam anders. 1914 begann der Erste Weltkrieg, nach Kriegsende und dem Friedensvertrag von Versailles musste die Familie im Jahr 1920 Posen verlassen und zog nach Berlin. Luise hatte seit Kriegsausbruch nichts mehr von ihrem Mann Carl gehört. Ihr Beruf als Ärztin gestattete es ihr, sich und ihre Kinder durch die Nachkriegszeit und die Inflation zu bringen. Auch um ihren Schwiegervater, der zunehmend seine Sehkraft verlor, kümmerte sie sich. Eines Abends, Luise war gerade mit ihrem Schwager Joachim unterwegs, kam Carl zurück. Er war interniert. Carl wurde von seinem Vater empfangen und beide versöhnten sich wieder. Von seinen eigenen Söhnen wurde Carl mit gemischten Gefühlen aufgenommen, während Luise ohnmächtig wurde, als ihr Mann nach so langer Zeit plötzlich vor ihr stand. Wieder einmal fand er die richtigen Worte zu Luises Herz. Zusammen fingen beide neu an und brachten es zu einigem Wohlstand.
Dann jedoch kam Hitler an die Macht, und vor allem Jürgen schloss sich den Nationalsozialisten an. Seiner Schwester Imke, die mit dem dem System nicht genehmen von Hasselberg verlobt war, empfahl er, sich von diesem zu trennen. Luise sorgte dafür, dass ihre Tochter zusammen mit ihrem Verlobten das Land verlassen konnte, woraufhin sie verhaftet wurde. Jürgen weigerte sich, der Bitte seines Vaters, etwas für seine Mutter zu tun, nachzukommen, woraufhin der Vater ihn aus dem Haus wies. Bolin schaffte es, die Entlassung seiner Frau aus dem Gefängnis zu erreichen. Als er ihr beichtete, dass er Jürgen des Hauses verwiesen habe, war Luise damit ganz und gar nicht einverstanden. Sie hielt weiterhin Kontakt zu ihrem Sohn. Dann brach der Zweite Weltkrieg aus und Joachim von Bolin wurde für die Operation Wotan als Opfer für ein fingiertes Attentat auserwählt. Jürgen war es, der seinen Onkel rechtzeitig warnte, womit er sich in allergrößte Gefahr begab, was seinen Tod nach sich zog. Zwischen Luise, die ihren Mann für mitschuldig hielt, und Carl kam es daraufhin zum Zerwürfnis und Carl entschloss sich, erneut in den Krieg zu ziehen, um etwas wieder gutzumachen. Die Briefe, die Luise von Carl erhielt, legte sie ungeöffnet zur Seite. Auch Benno und Joachim von Bolin fielen. Und dann kam die Nachricht, dass Carl in Gefangenschaft geraten sei. Jetzt las Luise Carls Briefe und betete um die Heimkehr ihres Mannes.
Und nun endlich, als der Zug gehalten hat, sieht Luise ihren Mann wieder. Beide umarmen sich und sind froh einander noch immer zu haben.

## Produktion und Hintergrund
Produktionsfirma war die Filmaufbau GmbH, Göttingen. Die Dreharbeiten erstreckten sich über die Monate Juni/Juli 1953. Gedreht wurde in der Umgebung von Göttingen, Hamburg und Cuxhaven sowie im Filmatelier Göttingen. Für die Bauten waren Walter Haag und Erich Kutzner verantwortlich, für den Ton Werner Schlagge.
Bei der am 16. September 1953 unter der Nummer 06602 durchgeführten FSK-Prüfung wurde der Film ab 12 Jahren freigegeben. Seine Erstaufführung hatte Geliebtes Leben am 15. Oktober 1953 im Theater am Kröpcke in Hannover. Im Fernsehen lief der Film erstmals am 19. August 1963 im ZDF.
Der Film wurde seinerzeit mit unter anderem folgenden Schlagzeilen beworben: „Das Leben einer ungewöhnlichen Frau“, „Die Geschichte einer deutschen Familie“, „Eine Familie im Auf und Ab der Jahrzehnte“, „Die beispielhafte Geschichte einer Frau und Mutter“, „Die Geschichte einer großen Liebe“, „1902–1947: Eine deutsche Familie im Wandel der Jahrzehnte“, „Ein deutsches Frauenschicksal“, „Der große deutsche Film von Liebe und Ehe“, „Freuden und Leiden der Luise von Bolin“, „Dieser Film ist das hinreißende Tagebuch einer ungewöhnlichen Frau“, „Packendes Schicksal – von großen Schauspielern ergreifend dargestellt“, „Mit atemloser Ergriffenheit erlebt der Besucher ein Frauenschicksal im Sturm der Zeit“, „Ein Film, den man nie vergißt – ein Film, der lange beschäftigt“ oder auch „Ein Film, den man mit dem Gefühl verläßt, beschenkt zu sein“.

## Kritiken
Kino.de sprach von einer „aufwändigen Chronik einer deutschen Offiziersfamilie zwischen Jahrhundertwende und Zweitem Weltkrieg“ und befand, dass der Regisseur Rolf Thiele sich auf „seinen souveränen Inszenierungsstil ebenso verlassen [könne] wie auf Hauptdarstellerin Ruth Leuwerik, der in Carl Raddatz ein gleichwertiger Partner gegenübersteh[e]“. Das weitere Urteil lautete: „Typisches 50er Jahre Entertainment und gleichzeitig eine Lehrstunde in Sachen deutscher Zeitgeschichte.“
Pressenotizen aus der damaligen Zeit sprachen von einem Film, der „in bester filmisch-unterhaltender Form einen Inhalt biete, der uns angeh[e]“ […] und „in ernster und heiterer Weise berühr[e]“. In der Hannoverschen Presse war seinerzeit zu lesen: „Wie Ruth Leuwerik das macht, ist künstlerische Gestaltung ohne Beispiel. Eine ganz, ganz große Schauspielerin.“ Die Neue Ruhr Zeitung begeisterte sich: „Ansehen! Ansehen! Denn da ist nun durch Ruth Leuwerik eine der reizvollsten und bedeutsamsten schauspielerischen Leistungen der letzten Jahre entstanden.“ In der Norddeutschen Zeitung hieß es: „Ein großer Stoff, berstend gefüllt mit Geschehen.“ Auch die Frankfurter Neue Presse urteilte: „Die Wahrhaftigkeit einer unbeirrbaren Liebe sichert dem großartigen Film seine starke Wirkung. Diesen wertvollen Film soll man sich ansehen.“ Das Heidelberger Tagblatt war der Ansicht: „Ein mitreißender Stoff mit der Spannung des Abenteuerlichen.“ Die Frankfurter Nachtausgabe meinte überschwänglich: „Ein Wurf! Wahr und echt! Durch Ruth Leuwerik und Carl Raddatz wird das große Abenteuer der Liebe und des Lebens glaubhaft.“ Die Essener Allgemeine meinte: „Nobel und anständig, ohne Pathos und ohne falschen Klang.“ Die Westdeutsche Allgemeine Zeitung befand: „Über allen die eine Große: Ruth Leuwerik auf einem Gipfel! Ruth Leuwerik überstrahlt alle, die diesen Film zum Kunstwerk machen.“ Die Ruhr Nachrichten waren der Meinung: „Ein Film, der hinter der internationalen Spitzenproduktion um nichts zurücksteht.“ Im Trierischen Volksfreund konnte man lesen: „Ein Film von packender Lebensnähe und Gefühlstiefe.“
Das Lexikon des internationalen Films äußerte sich weniger euphorisch: „Gepflegter Unterhaltungsfilm im Geist der 50er Jahre.“

## Auszeichnungen
- 1953 wurde Geliebtes Leben von der Filmbewertungsstelle Wiesbaden mit dem Prädikat „Besonders wertvoll“ ausgezeichnet.[5]
- 1954 erhielt der Film das Filmband in Silber für die darstellerische Leistung der Hauptdarstellerin Ruth Leuwerik.[1]